# 심령탐정 야쿠모
《심령탐정 야쿠모》(心霊探偵 八雲 신레탄테 야쿠모[*])는 카미나가 마나부의 소설 시리즈이다. 제1권은 작가가 이전에 집필했던 《붉은 척안》을 재편집하여 출간한 것이다. 2012년 3월 기준으로 본편과 외전을 포함 총 10권까지 연재되었다.
텔레비전 드라마, 만화, 연극, 드라마 CD, 텔레비전 애니메이션화되어 있으며, 소설은 시리즈 총 집계 350만 부 이상의 판매고를 올리고 있다.

## 저자 정보
- 저자: 카미나가 마나부

1974년 생. 야마나시현 출신으로 일본영화학교를 졸업했다.
도예가 어머니 슬하에서 자라, 어렸을 적부터 창작에 흥미를 나타냈다.
20대 중반부터 표현의 무대를 영상에서 소설로 전환. 우수 문예작품을 읽으며 의욕적으로 소설가 데뷔를 준비했다.
결국 각종 신인상 후보에 오르는 등, 그 실력을 인정받았으나 운이 따르지 않았는지 수상에는 이르지 못했다. 이후 《심령탐정 야쿠모》시리즈의 전신격인 『붉은 적안(2003년 1월, 일본 문예사 간행)』으로 본격 데뷔.
누구나 가볍게 즐길 수 있는 엔터테이먼트성이 높은 작품을 추구하며, 난해한 표현보다 영상을 문장으로 옮긴 듯한 독자적인 스타일로 집필활동을 계속하고 있다.

## 등장 인물
사이토 야쿠모 (CV. 오노 다이스케)
왼쪽 눈이 붉은 오드아이 청년(대학생)(야쿠모의 어머니는 출산후 그의 왼쪽 눈을 보고 기절하였다고 함).
평소에는 왼쪽 눈을 검은 콘택트 렌즈로 가리고 다님.
그는 사람들을 그의 왼쪽 눈을 보고 불쾌해하거나, 그 능력을 이용하려고 하는 두 분류로 구분하며, 하루카만이 예외라고 생각하고 있다. (하루카는 그의 눈을 보고 예쁘다고 말해줬기 때문)
왼쪽 눈으로 영혼을 볼 수 있기 때문에, 주변 사람들로부터 자주 심령현상에 관한 의뢰를 받는다.
직설적이고 무뚝뚝하지만, 의외로 처세술이 좋은 성격.
고토 카즈토시
미해결특수사건수사실 소속 형사. 어릴 때 어머니에게 살해당할 뻔한 일에서 구해준 장본인
그 인연으로(야쿠모의 말로는 악연으로) 고토는 야쿠모에게 어려운 사건들을 부탁.
그 대신, 야쿠모의 정보원 역할을 함.
이시이 유타로라는 직속부하가 있음
덩치가 큼. 생각보다 몸이 먼저 나가는 행동파. 냉정하지 못하고 정이 많아 항상 사건에 따라 피해자 등 관계자의 기분에 영향을 받아 같이 울고 화내는 성격.
이시이 유타로
미해결특수사건 수사실 소속 형사.고토형사의 부하
겁이 많고 다소 덜렁거리며 띨띨(?)함.
야쿠모의 붉은 왼쪽 눈을 두려워함.
심령현상등의 이야기를 좋아하나 직접 귀신을 보거나 체험하면 두려워함.
하루카를 좋아함(첫눈에 반한 듯 보임)
히지카타 마코토
이시이에게 연정을 품은 신문기자로 경찰 서장의 딸
소설 3권에서 귀신에 빙의돼서 고토와 이시이,야쿠모에게 신세를 짐
하타 히데요시
취미와 일을 양립시키는 변태 검시관 (고토형사의 말을 인용하자면 요괴 할아범)
본인의 말에 따르면죽음과 삶의 경계를 알고 싶어함 (따라서 혼을 보는 야쿠마에게 엄청난 관심을 보임.고토형사는 한눈팔면 하타영감이 야쿠마를 해부할거라고 걱정함.)
사이토 잇신
야쿠마의 외삼촌으로 절의 주지를 맡고 있음
야쿠모의 아픔을 알아주려 노력(붉은 왼쪽눈을 가진 야쿠모의 아픔을 알기 위해 일부러 콘택트 렌즈를 하기도 함)
나오라는 어린 딸이 있음. (나오는 귀가 들리지 않음)
사이토 아즈시
야쿠마의 엄마로 아들을 교살할려다가 실패하고 현재 행방불명.
두 눈이 붉은 남자
이름,나이,경력 모든 것이 불명인 미스터리의 남자
나나세 미유키
야쿠모의 누나임을 자처하는 여자
그밖에 모든 것은 역시 불명
오자와 하루카 CV. 후지무라 아유미
사고로 죽은 쌍둥이 언니가 있는 여대생. 다정하고 배려심이 많다.
야쿠모의 붉은 눈을 처음으로 '예쁘다'고 해준 장본인.(야쿠모의 몇 없는 동년배 친구(정작 그 둘은 인식을 못하지만)
야쿠모를 좋아하며, 그의 퉁명스러운 점을 잘 이해해준다.

## 같이 보기
- 고이즈미 야쿠모